# Палетайн (Іллінойс)
Палетайн (англ. Palatine) — селище (англ. village) в США, в окрузі Кук штату Іллінойс. Населення — 67 908 осіб (2020).

## Географія
Палетайн розташований за координатами 42°7′5″ пн. ш. 88°2′34″ зх. д. / 42.11806° пн. ш. 88.04278° зх. д. (42.118014, -88.042796).  За даними Бюро перепису населення США в 2010 році селище мало площу 35,64 км², з яких 35,27 км² — суходіл та 0,37 км² — водойми.

## Демографія
Згідно з переписом 2010 року, у селищі мешкало 68 557 осіб у 26 876 домогосподарствах у складі 17 646 родин. Густота населення становила 1924 особи/км².  Було 28621 помешкання (803/км²).
Расовий склад населення:
| - 76,9 % — білих - 10,3 % — азіатів - 2,7 % — чорних або афроамериканців - 0,3 % — корінних американців - 7,4 % — осіб інших рас |

До двох чи більше рас належало 2,3 %. Частка іспаномовних становила 18,0 % від усіх жителів.
За віковим діапазоном населення розподілялося таким чином: 23,9 % — особи молодші 18 років, 65,6 % — особи у віці 18—64 років, 10,5 % — особи у віці 65 років та старші. Медіана віку мешканця становила 36,8 року. На 100 осіб жіночої статі у селищі припадало 97,7 чоловіків;  на 100 жінок у віці від 18 років та старших — 96,0 чоловіків також старших 18 років.
Середній дохід на одне домашнє господарство  становив 92 639 доларів США (медіана — 71 573), а середній дохід на одну сім'ю — 108 816 доларів (медіана — 89 648). Медіана доходів становила 60 170 доларів для чоловіків та 49 458 доларів для жінок. За межею бідності перебувало 10,4 % осіб, у тому числі 15,8 % дітей у віці до 18 років та 7,5 % осіб у віці 65 років та старших.
Цивільне працевлаштоване населення становило 36 680 осіб. Основні галузі зайнятості: освіта, охорона здоров'я та соціальна допомога — 19,8 %, науковці, спеціалісти, менеджери — 14,4 %, виробництво — 13,7 %.

## Відомі українці

### Померли
- Ґоляш Степан — громадський і церковний діяч, мемуарист, видавець, сотник УПА, член Головної управи Товариства вояків УПА (1952-2003)